# Lüneburger Kronen-Brauerei

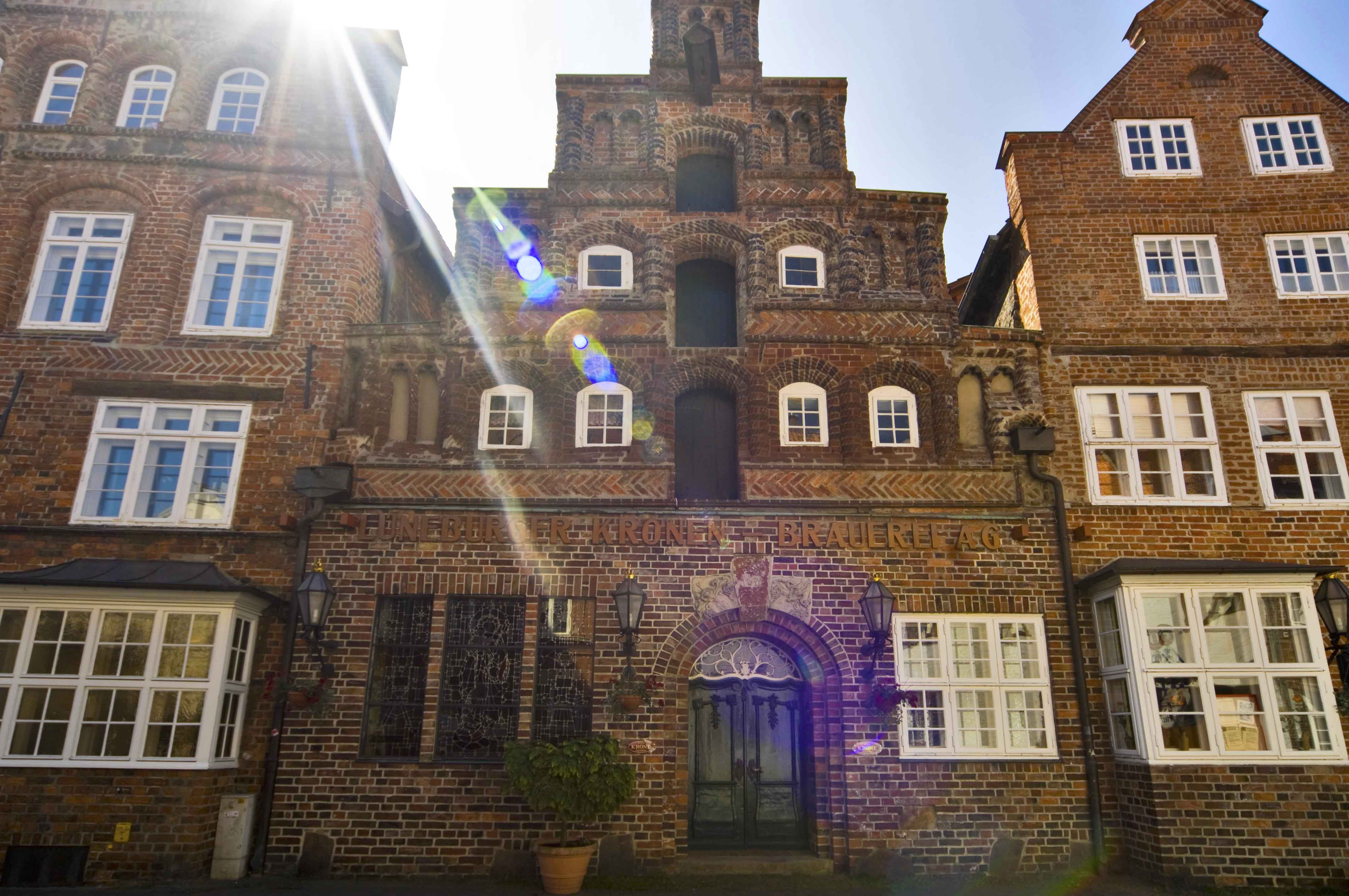
Das alte Gebäude der Lüneburger Kronen-Brauerei in der Heiligengeiststraße

Die Lüneburger Kronen-Brauerei war eine in Lüneburg ansässige Brauerei, die mit ihren Produkten „Lüneburger Pilsener“ und „Moravia Pils“ überregionale Bekanntheit erlangte.

## Geschichte
1485 erwarb der Brauer Thomas Lampe das Haus Nr. 41 in der Grapengießerstraße in Lüneburg von Hans Gerling oder Gerlages und begründete damit eine langjährige Brautradition an diesem Standort.
Am 1. Oktober 1890 kaufte der Bankier Hermann Möllering (* 23. August 1848 in Neuenkirchen) die Brauerei samt Haus und Grundstücken von seinem Jugendbekannten Hermann Eckert. Möllering übernahm dabei eine auf den Gebäuden liegende Hypothekenschuld von 15.000 M, zahlte 60.000 M bar und verpflichtete sich, Eckert oder dessen Witwe bis an ihr Lebensende eine Jahresrente von 6000 M zu zahlen. Er nannte das Unternehmen Kronen-Brauerei.
Möllering wandelte das Unternehmen am 1. Oktober 1904 – im Vorgefühl seines bevorstehenden Todes – in eine Aktiengesellschaft mit 450.000 M Kapital um. Die Lüneburger Kronen-Brauerei AG entstand. Diesen Schritt unternahm er, um seiner Frau keine zu große gesellschaftliche Bürde zu hinterlassen. Die Aktien blieben zum größten Teil im Familienbesitz und die Aufsichtsratsstellung blieb einem Familienmitglied vorbehalten.
1971 entstand eine Kooperation mit der Holsten-Gruppe: Holsten Edel wurde in Lüneburg gebraut. 1974 brachte Johannes Eisenbeiss eine maßgebliche Beteiligung an der Lüneburger Kronen-Brauerei AG in die Hamburger Holsten-Brauerei AG ein. Die Lüneburger Kronen-Brauerei AG wurde 1975 in die Holsten-Gruppe eingegliedert. Außerdem wurde die Produktion von Moravia Pils nach Lüneburg verlagert. Dieses Bier erlangte durch die Bill-Brauerei einen hohen Bekanntheitsgrad. Nach deren Übernahme und Schließung durch Holsten wurde das Moravia Pils als Zugpferd der Lüneburger Kronen-Brauerei platziert. Immer häufiger sprach man auch von der Moravia-Brauerei.
1981/82 zog die Kronenbrauerei mit dem Flaggschiff Moravia-Pils von der Heiligengeiststraße 41 in einen großen Neubau in der Gebrüder-Heyn-Straße 8 am Hafen Lüneburg. Damit war die Lüneburger Kronen-Brauerei AG die modernste Braustätte Norddeutschlands. Die Gebäude existieren noch heute, werden aber nicht mehr als Brauerei genutzt. Die historischen Brauereigebäude in der Heiligengeiststraße 43 wurden teilweise abgerissen. Das Sudhaus dient bis heute dem Lüneburger Brauereimuseum als Unterkunft und im Brauereigasthaus „Krone“ wird die Tradition der Lüneburger Kronen-Brauerei gepflegt. Ein anderer Teil der Fläche dient seither dem Ostpreußischen Landesmuseum.
Im Dezember 2000 wurde bekannt, dass die Holsten-Brauerei plane, die Lüneburger Kronen-Brauerei und damit den Standort Lüneburg zu schließen. In der „Landeszeitung“ folgte eine ausgiebige Berichterstattung über diese Pläne. Auch kamen in der Zeitung empörte Lüneburger zu Wort, welche die Schließung des traditionsreichen Brauhauses bedauerten. Die Zukunft des Lüneburger Pilseners „LüPi“ und Moravia Pils war ungewiss.
Die Lüneburger Kronen-Brauerei AG wurde 2001 geschlossen. Lüneburger Pilsener und Moravia Pils werden  in Hamburg bei Holsten gebraut. Laut Holsten wurden die Kapazitäten der neuen Brauerei nicht annähernd ausgereizt. Statt möglicher 600.000 Hektoliter pro Jahr seien lediglich 60.000 Hektoliter, also ein Zehntel produziert worden. Die beiden Lüneburger Biere können nebenbei von Holsten „mitgebraut“ werden. In diesem Zuge wird das Lüneburger Pilsener nicht mehr in Flaschen angeboten – es ist nur noch vom Fass erhältlich.

## Biere (Auswahl)
- Kronen-Pilsener
- Kronen Hell
- Märzen
- Kronen Doppelbock
- Kronen Export
- Kronen Spezial
- Sülfmeister Hell
- Starkbier
- Kronen Luxus
- Lüneburger Pilsener („Lüpi“)
- Moravia Pils